# The Year Without a Santa Claus (2006)
The Year Without a Santa Claus is een 90 minuten durende kerstfilm uit 2006 en is een nieuwe versie van de klassieker The Year Without a Santa Claus. De film is geregisseerd door Ron Underwood en geproduceerd door Mark Wolper

## Verhaal
De film volgt hetzelfde basisconcept als de originele film: de Kerstman is gedesillusioneerd het gebrek door kinderen aan geloof in hem en aan de geest van het geven, dat hij besluit om geen speelgoed af te leveren op Kerstavond. Dit ondanks de argumenten van Mrs. Clause en twee van zijn hulpelfen Jingle en Jangle. Ze besluiten om de Kerstman te voorzien van enig bewijs dat kinderen nog steeds geloven en dat ze nog steeds speelgoed verdienen. Ze gaan naar de Verenigde Staten op zoek naar kerstsfeer.
Aanvankelijk worden ze geconfronteerd met allerlei tegenslagen, zowel in South Town, die haar jaarlijkse Winter Festival viert, als in hun omgang met de jaloerse, concurrerende broers Miser (die normaal voor koude en hitte zorgen in de wereld), die weigeren om met kerst het te laten sneeuwen in South Town. Ten slotte wordt het geloof van de Kerstman in kinderen vernieuwd met de hulp van de jongen Iggy Thistlewhite.

## Rolverdeling
- John Goodman als Kerstman
- Delta Burke als Mrs. Claus
- Michael McKean als Snow Miser
- Harvey Fierstein als Heat Miser
- Ethan Suplee als Jingle
- Eddie Griffin als Jangle
- Chris Kattan als Sparky
- Dylan Minnette als Iggy